# Falkenburg (Pfalz)
Die Ruine der Falkenburg liegt im südlichen Pfälzerwald auf dem 336,9 m ü. NHN hohen Schloßberg westlich oberhalb von Wilgartswiesen im rheinland-pfälzischen Landkreis Südwestpfalz.
Wie eine Vielzahl der Burgen im Pfälzerwald wurde sie wohl im 11. Jahrhundert auf einem Buntsandsteinfelsen als Felsenburg erbaut. Als Nachfolgerin der Wilgartaburg sollte sie den Schutz der angrenzenden Dörfer gewährleisten.

## Geschichte
Obwohl ihr Bau wie bei vielen Burgen in der Gegend bereits früher stattgefunden haben kann, wurde die Burg 1246 erstmals erwähnt. 44 Jahre später, 1290, wurde ein Werner von Falkenburg urkundlich erwähnt. Von 1300 bis 1313 wurde die Falkenburg an Friedrich IV. von Leiningen verpfändet. 1317 wurde sie abermals verpfändet, diesmal von Kaiser Ludwig dem Bayern an die Pfalzgrafen bei Rhein Rudolf II. und Ruprecht I.
1375 wurde Emich V. von Leiningen Besitzer der Burg. Die Falkenburg, welche 1427 vermessen wurde, überstand zwar 1525 den Pfälzischen Bauernkrieg, wurde 1632 jedoch besetzt, bis sie 1648 ihrem Besitzer zurückgegeben wurde. Im Jahr 1680 wurde sie von französischen Truppen gesprengt. Das hier ansässige leiningische Amt Falkenburg hatte die gesamte Frankenweide verwaltet. Es wurde nach der Zerstörung der Burg nach Wilgartswiesen verlegt.
1560 wurde die Grafschaft Leiningen-Hardenburg unter den Brüdern Johann Philipp I. und Emich XI. aufgeteilt. Johann Philipp erhielt als der Ältere den Stammsitz Hardenburg mit Dürkheim und Umgebung, Battenberg, Großbockenheim und Kleinbockenheim sowie diversen Streubesitz. Er und seine Nachkommen bezeichneten sich fortan als Grafen von Leiningen-Dagsburg-Hardenburg.
Emich XI. erbte Schloss Falkenburg mit den umliegenden Ortschaften (= Amt Falkenburg) sowie Mühlheim an der Eis, Colgenstein, Heidesheim, Kindenheim und Biedesheim in der Nordpfalz, Guntersblum in Rheinhessen und verschiedene andere Besitztümer. Letztere Linie nannte sich Leiningen-Dagsburg-Falkenburg. Sie residierte zunächst auf der Falkenburg, ab 1612 auf dem neu erbauten und verkehrsgünstiger gelegenen Schloss Heidesheim bei Worms. Die Leiningen-Falkenburger starben 1774 im Mannesstamm aus, wurden jedoch ab 1787 durch eine uneheliche Linie als Grafen von Leiningen-Heidesheim und Leiningen-Guntersblum wiederbelebt.

## Anlage
Die langgestreckte Burganlage verfügte über eine ältere 50 × 11 m große Oberburg, die durch eine Treppe von der Unterburg mit Toranlage und Zugbrücke erreichbar war.
Der Bergfried, von dem noch ein 2,50 m hoher Stumpf steht, besaß auf einer Grundfläche von 6,80 × 7,20 m eine Mauerstärke von 1,80 m. Weiter zeigt die Anlage noch Reste einer Zisterne, des Torhauses, einer Felskammer, eines Wohngebäudes, das möglicherweise ein Palas war, und weitere Mauerreste auf dem Burgfelsen.

## Naturschutzgebiet
Teile des Schloßbergs mit der Falkenburg liegen im Naturschutzgebiet Falkenburg-Tiergarten (CDDA-Nr. 163021). Es wurde 1984 ausgewiesen und ist 0,3594 km² groß.